# Fonds Léon Fredericq
Le Fonds Léon Fredericq est issu en 2005 de la Fondation Léon Fredericq créée en 1987 par des universitaires liégeois, conscients des enjeux que représente la recherche médicale, qui souffre de manière chronique d’un déficit de moyens pour lutter de manière efficace contre la maladie.
Le Fonds relève cet immense défi grâce à des dons et des legs et des partenaires - citoyens ou entreprise. 
Des jeunes chercheurs du Centre Hospitalier, de l’Université de Liège et de la Faculté de Médecine reçoivent plusieurs millions sous forme de bourses de doctorat, de voyage, de crédit de fonctionnement ou d’équipement.
Tout domaine de la médecine intéresse le Fonds, depuis ses aspects les plus fondamentaux jusqu’à ses implications dans le domaine social. Il s’agit de progresser et d’élargir l’éventail des soins de pointe dispensés dans le cadre du Centre hospitalier universitaire de Liège.
Le Fonds fait aussi connaître son action auprès du large public par l’organisation de grands événements culturels.
En octobre 2017, le Fonds Léon Fredericq - en partenariat avec le CHU de Liège, le Centre Anticancéreux et l'ULiège - décide de créer la Fondation Léon Fredericq, Fondation Hospitalo-Universitaire à Liège. L'objectif de cette fondation unique reconnue d'utilité publique? Soutenir et renforcer l'aide à la recherche médicale et biomédicale à Liège dans tous les domaines de la médecine, soutenir les projets innovants menés par l'hôpital universitaire de Liège tant pour le bien-être des patients que pour la qualité des soins et se mobiliser contre le cancer en soutenant notamment le nouvel Institut de Cancérologie Arsène Burny du CHU de Liège.  

## Crédo
Donner à l’intelligence et à la créativité des jeunes chercheurs les moyens de servir la connaissance scientifique et le progrès médical.

## Bourses et prix

### Fonds Léon Fredericq

#### Bourses Fonds Léon Fredericq
- Bourses de doctorat
- Subsides de voyage
- Subsides de fonctionnement
- Subventions "Recherches cliniques"

#### Bourses et Prix «Spécifiques» du Fonds
- Bourse "Standard de Liège" ((Affections ostéo-articulaires Dégénératives)
- Bourse François Mignolet (promotion de la santé au travail)
- Prix José Delporte (immunologie)
- Prix Nicolas Jacquet (cancérologie digestive)
- Prix « Étudiant » (travail de recherche réalisé par un étudiant en médecine)
- Prix Frederic Van Den Brûle (cancérologie)
- Prix Olivier Heymans (chirurgie plastique)
- Prix Chèvremont - Comhaire (cytologie et biologie cellulaire normale et pathologique)
- Prix Jean-Marie Petit (travail scientifique original démontrant l'utilité du sport pour la santé)

### Centre Anticancéreux près L'ULg
- Bourses de doctorat
- Subsides de voyage
- Subsides de fonctionnement et d'équipement, en complément de contrats de recherche déjà subventionnés (FRSM, FNRS...)

### Fondations associées
- Prix de la Fondation Bonjean-Oleffe (recherche sur le dépistage, la thérapie ou la prévention du cancer) ;
- Bourse de la Fondation Médicale Horlait-Dapsens (perfection d'un jeune médecin belge dans un centre spécialisé) ;
- Prix de la Fondation D. et M. Jaumain (vétérinaires) ;
- Prix de la Fondation Lejeune-Lechien (affections ostéo-articulaires) ;
- Prix de la Fondation Lempereur (arthrose de la hanche, cancer ou troubles du rythme cardiaque) ;
- Prix de la Fondation Joseph Vandam (oto-rhino-laryngologie) ;
- Prix Pierre van Beirs (lutte contre le cancer) ;
- Prix de la recherche biomédicale Jean Gol (domaine biomédical) ;
- Prix biennal Jean Van Beneden - biennal (Santé publique ou Hygiène et de Médecine sociale) ;
- Bourse de la Fondation Braconier-Lamarche (cancérologie/recherche à long terme) ;
- Prix de la Fondation P. - "Vaincre le cancer" (recherche dans la lutte contre le cancer).